# Chiesa della Santissima Trinità (Ponte di Legno)
La chiesa della Santissima Trinità è la parrocchiale di Ponte di Legno, in provincia e diocesi di Brescia; fa parte della zona pastorale dell'Alta Val Camonica.

## Storia
Dalla relazione della visita pastorale del 1570 dell'arcivescovo di Milano Carlo Borromeo s'apprende che la chiesa parrocchiale di Ponte di Legno, che era stata terminata l'anno precedente e che era a capo dell'omonima vicaria, aveva come filiali gli oratori di Santa Lucia in località Pezzo, di Sant'Apollonio, dei Santi Fabiano e Sebastiano nel borgo di Precasaglio e di Santa Giulia in monte.
L'attuale parrocchiale venne costruita nel 1685 e consacrata nel 1864.
Nei primi anni del XX secolo l'interno dell'edificio fu decorato; la chiesa, danneggiata durante la prima guerra mondiale, venne in seguito ristrutturata.
Nel 1980 il tetto subì un intervento di restauro.
Il 14 aprile 1989, in seguito alla riorganizzazione territoriale della diocesi e alla soppressione del vicariato di Ponte di Legno, la chiesa entrò a far parte della zona pastorale dell'Alta Val Camonica

## Descrizione

### Esterno
La facciata della chiesa, che è a capanna, è caratterizzata dalla presenza di una finestra e di cinque quadranti contenenti altrettanti affreschi.

### Interno
Opere di pregio conservate all'interno sono l'altare maggiore, costruito da Giovan Battista e Domenico Ramus, l'organo, realizzato nel 1843 dalla ditta Mottironi, e un polittico della bottega dell'Olivieri.